# Макроподові
Макропо́дові (Macropodusinae) — підродина лабіринтових риб з родини осфронемових.
2003 року рішенням Міжнародної комісії із зоологічної номенклатури назву підродини було змінено з Macropodinae на Macropodusinae. Це було викликано тим, що назва Macropodinae Hoedeman, 1948 є молодшим омонімом назви родини кенгурових Macropodidae Gray, 1821. Тому з метою розв'язання номенклатурного конфлікту підродина лабіринтових риб отримала нову наукову назву Macropodusinae Hoedeman, 1948.

## Склад і філогенетичні зв'язки
Складається з шести родів, які об'єднують понад 100 видів дрібних тропічних прісноводних риб:
- Betta  Bleeker, 1850 — бетта, бійцівська рибка (73 види);
- Macropodus  Lacépède, 1801 — макропод (9 видів);
- Malpulutta  Deraniyagala, 1937 — 1 вид: малпулута Кретсера (Malpulutta kretseri);
- Parosphromenus  Bleeker, 1877 — паросфромен (20 видів);
- Pseudosphromenus  Bleeker, 1879 — псевдосфромен (2 види);
- Trichopsis  Canestrini, 1860 — трихопсис, гурамі-буркуни (3 види).

Рід бійцівських рибок Betta налічує понад 70 видів, він є найбільшим серед лабіринтових риб. Більшість цих видів була описана після 1990 року. Нерідко виникають проблеми з їх неправильною ідентифікацією. Проект Catalog of Fishes Каліфорнійської Академії Наук станом на 2 липня 2018 року визначає 71 вид бійцівських рибок, проект FishBase (ver. 06/2018) — 73. Тому кількісний склад роду Betta та підродини Macropodusinae в цілому лишається невизначеним.
Карел Лім (K. Liem) у 1963 році визначив склад родини Macropodinae, спираючись на остеологічні ознаки. Згодом монофілія цієї групи риб була підтверджена наявністю ряду спільних морфологічних ознак.
Результати, отримані в результаті філогенетичного аналізу внутрішньої спорідненості лабіринтових риб на основі аналізів їх ДНК, показали можливий поділ підродини на дві клади: Macropodus + Pseudosphromenus + Malpulutta та Trichopsis + Pseudosphromenus + Betta. З іншого боку, за будовою ікри рід Macropodus протистоїть решті родів (Pseudosphromenus, Malpulutta, Trichopsis, Parosphromenus і Betta) і може вважатися сестринським таксоном по відношенню до усіх інших Macropodusinae. Ще далеко не встановлені філогенетичні зв'язки між різними видами роду Betta.

## Поширення
Природний ареал макроподових охоплює Східну і Південно-Східну Азію, сягає Кореї на півночі, Східної Індії на заході, Шрі-Ланки і Індонезії на півдні. Для такої великої території кліматичні умови окремих регіонів є досить різними.
Більшість видів зустрічається у стоячих або зі слабкою течією водоймах з густою рослинністю. Це можуть бути як природні, так і штучні водойми, канави, рисові поля. Часто в цих водоймах вода буває сильно замулена і бідна на кисень. Господарська діяльність людини помітно вплинула на ареал цих риб. Макроподові часто потрапляють у штучні іригаційні канали, а через них на рисові поля. В результаті цих риб часто виявляють там, де їх досі ніколи не було.
В природних водоймах макроподові переважно ховаються в гущавині рослин.

## Опис
Форма і розміри представників підродини бувають різними: макроподи мають порівняно високе й стиснуте з боків тіло овальної форми, бійцівські рибки, трихопси, паросфромени помітно нижчі та товщі. Хвостове стебло у всіх помітно довше за передню частину тіла. Спинний і анальний плавці поділяються на дві частини: твердопроменеву спереду і м'якопроменеву ззаду. Окремі промені нерідко виходять за краї плавців.
Самці відзначаються інтенсивнішим забарвленням, більші за розмірами, часто мають подовжені і загострені на кінцях плавці. Проте у багатьох видів статеві відмінності є невиразними. Забарвлення може змінюватись у залежності від кондицій та настрою риб.
Як і решта лабіринтових риб, макроподові мають лабіринтовий орган — спеціалізований орган, який дозволяє рибам використовувати для дихання атмосферне повітря. Це система каналів і порожнин, розташованих у широкій порожнині першої зябрової дуги. Риби періодично спливають до поверхні, щоб зробити ковток атмосферного повітря. Повітря потрапляє у лабіринт, де відбувається збагачення крові киснем. До цієї ділянки підходить безліч дрібних кров'яних каналів, що розносять кисень по всьому тілу. Лабіринтовий орган формується через 2-3 тижні після народження мальків. Він дозволяє рибам виживати у теплих водоймах, збіднених на кисень. Незважаючи на те, що лабіринт є лише додатковим органом дихання, макроподові настільки призвичаїлися до нього, що зовсім не можуть жити без атмосферного повітря і гинуть навіть у багатій на кисень воді, якщо не мають можливості дістатися поверхні.
Окремі види белонтієвих здатні видавати звуки. Першість тут належить представникам роду Trichopsis. Від них часто можна почути звуки, що нагадують скрекотіння жаб. Звуки, як вважають, виникають за участі лабіринтового органу. Найчастіше «розмовляють» збуджені самці в період нересту.

## Розмноження
У макроподових розрізняють дві основні репродуктивні стратегії:
- будівництво гнізда з бульбашок і догляд за потомством з боку самця (Macropodus, Pseudosphromenus, Malpulutta, Parosphromenus, Trichopsis, приблизно 30 % видів роду Betta);
- інкубація у ротовій порожнині з доглядом з боку самця (решта 70 % видів Betta)[8].

Для першої групи видів характерним є яскраво виражений статевий диморфізм.
Нерест парний. У першої групи видів самець будує на поверхні води гніздо з піни. В цей період він стає особливо агресивним, займає певну територію для побудови гнізда і не підпускає туди жодної риби. Водночас його забарвлення набуває найбільшої пишноти. Бійцівські рибки будують гнізда на поверхні води. Представники родів Trichopsis, Malpulutta, Parosphromenus, Pseudosphromenus не мають чітко визначеного місця для побудови гнізда і, залежно від умов, можуть відкладати ікру під листком, що знаходиться на поверхні, або в товщі води, або в печерці.
Спаровування відбуваються безпосередньо під гніздом, ікра відкладається порційно, з невеликими паузами. При цьому самець тісно обіймає самку своїм тілом і перевертає її догори черевом. Після закінчення нересту самець перебирає на себе батьківські функції. Він охороняє кладку й підтримує гніздо доки мальки не попливуть. Тривалість інкубаційного періоду, залежно від виду, може становити 1-3 доби, ще за 2-5 діб личинки, що вилупилися з ікри, перетворюються на мальків і починають самостійне життя.
У видів, що інкубують ікру в роті, нерестові обійми не бувають тісними. Самець, залежно від виду, виношує ікру до чотирьох тижнів, і після цього випускає з рота вже цілком сформованих мальків. Продуктивність видів, що інкубують ікру в роті є значно нижчою, ніж іншої групи видів, але мальки народжуються більшими. Крім того, вони розрізняються формою голови та структурою поверхні ікри. Разом із тим, гіпотеза монофілії видів роду Betta, що інкубують ікру в роті, не була підтверджена.

## Утримання в акваріумі
Завдяки своєму походженню, дрібним розмірам і привабливому забарвленню більшість представників підродини макроподових добре підходять для домашніх акваріумів. Проте лише сіамська бійцівська рибка, більше відома під назвою «півник», набула серед акваріумістів неабиякої популярності.
Звичайний макропод (Macropodus opercularis) належить до найперших тропічних акваріумних риб. Його надзвичайна популярність на початку минулого сторіччя пояснюється ще й тим, що дуже швидко в акваріумах з'явилася вуалева форма макропода, відома пів назвою «райська рибка». Таким чином, макропод відразу став серед акваріумістів предметом селекції. Потроху інтерес до макроподів згасав, адже ці доволі агресивні риби мало підходять до спільного акваріума. Натомість набули популярності півники (Betta splendens). Дика форма цього виду практично не зустрічається сьогодні в акваріумах, її витіснили численні вуалеві виведені породи, що відзначаються різноманітним чудовим забарвленням і дуже великими за площею анальним, спинним і хвостовим плавцями.
Утримання макроподових в акваріумах має певні особливості, але у більшості є нескладним. Завдяки додатковому диханню вони можуть жити в невеличких акваріумах, хоча все ж слід зважати на розміри окремих видів. Рослинність повинна бути доволі густою, бажана наявність коріння, корчів, рослин, що плавають на поверхні. Темний ґрунт підкреслює забарвлення риб. Щоб рибки почували себе комфортніше, їх помешкання повинне стояти у затишному місці.
Акваріум зверху тісно накривають склом, тоді між поверхнею води і цим склом буде шар теплого повітря, що запобігатиме застуді лабіринтових під час дихання. Прикривати акваріум слід ще й тому, що багато видів часто вистрибують з води. Але в жодному разі не можна з верхом наповнювати акваріум водою і тісно закривати його, в такому випадку риби задихнуться й загинуть.
Більшість лабіринтових — доволі стійкі риби. Хімічний склад води для більшості видів суттєвого значення не має. Дають рибам звичайні види кормів, перевагу при цьому надають живим (мотиль, дафнії, циклопи, трубковик та ін.).
Певні проблеми виникають внаслідок того, що багато макроподових є територіальними рибами, і самці не виносять один одного й постійно б'ються між собою. Особливо запекло б'ються самці півників. Вони кусають один одного, розриваючи плавці і завдаючи травми на тілі. Тайці навіть використовують цю їх особливість, влаштовуючи турніри, подібні до півнячих боїв у Франції. Бійки між самцями в акваріумі виникають через нестачу простору. В природі такої проблеми не існує.
Утримання породистих риб пов'язане з вимогами підтримання чистоти лінії, ретельним підбором плідників, що найкраще задовольняють ознакам конкретної породи, підтриманням оптимальних умов утримування риб.